# 馬爾科·羅哈斯
馬爾科·羅哈斯（英語：Marco Rodrigo Rojas；1991年11月5日—）是新西蘭的一位足球運動員，他是一位智利人後裔。羅哈斯在場上司職攻擊型中場或邊鋒。現效力於澳職球隊布里斯班獅吼，新西蘭國家足球隊成員。曾效力於斯图加特体育俱乐部，後被斯圖加特外借至圖恩足球俱樂部。

## 外部連結
1. ↑   (PDF). FIFA. 10 August 2011  [18 September 2011]. （原始内容 (PDF)存档于24 September 2015）. （页面存档备份，存于）
2. ↑  . Melbourne Victory FC.   [26 April 2017]. （原始内容存档于27 April 2017）. （页面存档备份，存于）
3. ↑  . Univisión Noticias. 8 February 2011  [3 January 2013]. （原始内容存档于2013-06-19）. （页面存档备份，存于）